# Regering (Wales)
 For alternative betydninger, se Regering (flertydig). (Se også artikler, som begynder med Regering)
Den walisiske regering (The Welsh Government eller Llywodraeth Cymru) er den udøvende myndighed i det walisiske selvstyre.
Regeringen var oprindeligt en del af den walisiske nationalforsamling og bestod fra 1999 til 2007 af førsteministeren og dennes kabinet. Efter vedtagelsen af Government of Wales Act 2006 blev regeringen i maj 2007 formelt adskilt fra den lovgivende magt (Den Walisiske Nationalforsamling). Regeringen har til opgave at udforme sekundær regulering indenfor de områder, hvorover nationalforsamlingen har fået overført beføjelser som led i den britiske decentraliseringsproces. I praksis er der stor sammenhørighed imellem den sekundære regulering, der iværksættes i Wales, og den der iværksættes i England.
Rhodri Morgan modtog den 25. maj 2007 forsamlingens nomination til posten som førsteminister, og han modtog dagen efter dronningens bekræftelse.

## Eksterne Henvisninger
- Regeringens hjemmeside Arkiveret 20. august 2008 hos  Wayback Machine